# ماشاو
ماشاو (به آلمانی: Mechau) یک منطقهٔ مسکونی در آلمان است که در ارندزی واقع شده‌است. ماشاو ۲۷۳ نفر جمعیت دارد.